# Change of Habit
Change of Habit (bra: Ele e as Três Noviças) é um filme estadunidense de 1969, do gênero drama musical, dirigido por William Graham e protagonizado por Elvis Presley e Mary Tyler Moore. 
É o último filme da carreira de Presley. Após isso, ele somente apareceria em documentários.[carece de fontes?]

## Sinopse
John Carpenter (Elvis Presley) é chefe e médico de uma clínica num gueto de uma grande cidade e conhece três mulheres que lhe oferecem ajuda. Primeiramente, John achava que as três seriam somente enfermeiras, mas depois descobre que são freiras que estão em missão e que querem ajudar a comunidade.

## Elenco
- Elvis Presley:  Dr. Carpenter
- Mary Tyler Moore:  Irmã Michelle
- Barbara McNair:  Irmã Irene
- Jane Elliot:  Irmã Barbara
- Edward Asner:  Tenente Moretti
- Leora Dana:  Madre Joseph
- Regis Toomey: Padre Gibbons